# Semerdzjievo
Semerdzjievo (bulgariska: Семерджиево) är ett distrikt i Bulgarien.   Det ligger i kommunen Obsjtina Ruse och regionen Ruse, i den nordöstra delen av landet, 260 km nordost om huvudstaden Sofia.
Trakten runt Semerdzjievo består till största delen av jordbruksmark. Runt Semerdzjievo är det ganska glesbefolkat, med 35 invånare per kvadratkilometer.